# 시온성과 같은 교회
시온성과 같은 교회(Glorious Things of Thee Are Spoken 또는 Zion, or the City of God)은 18세기 영국 찬송가로, "어메이징 그레이스"라는 찬송도 작곡한 존 뉴턴이 작곡했다. 셰이프 노트 작곡가 알렉산더 존슨(Alexander Johnson)은 이 곡을 1818년 자신의 곡인 "제퍼슨"(Jefferson)으로 구성했으며, 그 이후로 새크리드 하프(Sacred Harp)와 같은 셰이프 노트 컬렉션에 남아 있다. 그러나 이 찬송가는 요제프 하이든의 "황제 찬가"(Gott erhalte Franz den Kaiser, 찬송가에서는 "Austria"로 표기) 곡으로 구성된다. 최근 수십 년 동안 때때로 "Abbot's Leigh"로 대체되었다. 가사는 시릴 빈센트 테일러(Cyril Vincent Taylor)가 1942년에 BBC에서 종교 방송의 프로듀서로 일하고 애보츠 리(Abbots Leigh) 마을에 주둔하던 시절에 쓴 것이다. 이 찬송가에는 다른 여러 곡도 사용되었다.

## 가사

### 한국어
1 시온성과 같은 교회 그의 영광 한 없다
허락하신 말씀 대로 주가 친히 세웠다
반석 위에 세운 교회 흔들 자가 누구랴
모든 원수 에워 싸도 아무 근심 없도다
2 생명샘이 솟아 나와 모든 성도 마시니
언제든지 흘러 넘쳐 부족함이 없도다
이런 물이 흘러가니 목 마를 자 누구랴
주의 은혜 풍족하여 넘치고도 넘친다
3 주의 은혜 내가 받아 시온 백성 되는 때
세상 사람 비방해도 주를 찬송 하리라
세상 헛된 모든 영광 아침 안개 같으나
주의 자녀 받을 복은 영원 무궁 하도다